# 阿恰姆普杜尔
阿恰姆普杜尔（Achampudur），是印度泰米尔纳德邦Tirunelveli县的一个城镇。总人口12407（2001年）。

## 人口
该地2001年总人口12407人，其中男性6457人，女性5950人；0—6岁人口1270人，其中男660人，女610人；识字率63.85%，其中男性为73.38%，女性为53.51%。